# Стефан (Архангельський)
Архієпископ Стефан (у миру Микола Павлович Архангельський; 22 липня 1861, Пензенська губернія — 1 липня (18 червня) 1914) — єпископ Російської православної церкви, архієпископ Курський і Обоянський. Доктор богослов'я.

## Біографія
Ще на студентській лаві Микола відрізнявся високою релігійної налаштованістю і особливою ревністю до охороні строго-церковного порядку життя, строго ставився до виконання молитовного правила, не схвалював скорочення богослужінь і легковажного ставлення до постів.
У 1885 році закінчив Казанську духовну академію зі ступенем кандидата богослов'я.
По закінченні академії викладав в духовних школах, в 1897 році захистив магістерську дисертацію «Завдання, зміст і план системи православно-християнського повчання» (надрукована: Симбірськ, 1894).
У 1898 році висвячений на священика целібатом (рідкісний на ті часи випадок) і призначений інспектором Кутаїської духовної семінарії, а в 1899 році прийняв постриг.
27 січня 1902 хіротонізований на єпископа Сумського, вікарія Харківської єпархії.
З 29 квітня 1904 року — єпископ Могилевський і Мстиславській.
Во время революции 1905—1906 годов занимал строгую монархическую позицию по важнейшим вопросам общественно-политической жизни. Призывал усилить проповедническую деятельность: «Проповедуйте же здравое слово, обличайте беззаконников, умоляйте колеблющихся, учите исполнению заповедей Божиих и законов гражданских…»
Після установи Державної Думи він намагався внести православний дух в порядок виборів, вважаючи служити особливі молебні перед голосуванням.
Багато уваги і часу владика приділяв організації та розвитку духовних шкіл єпархії.
У 1909 році владика Стефан брав участь у З'їзді Російських Людей в Москві, головував при відкритті з'їзду і був головою відділу з шкільних питань.
4 жовтня 1911 року призначений на Курську кафедру і возведений у сан архієпископа.
У 1912 році отримав ступінь доктора богослов'я.
Невдовзі захворів і помер після операції 1 липня 1914 року.

## Твори
- Таинство и обряды Православной церкви // Мирный труд. 1904. Кн. 5;
- Война и христолюбивые воины, по соч. Иннокентия, архиепископа Херсонского. Могилев, 1907;
- К вопросу о системе православно-христианского нравоучения. Могилев, 1910;
- К каноническому устройству российской поместной церкви. СПб., 1906;
- Мысли Иннокентия архиепископа о величии и благоденствии России. 2-е изд. Могилев, 1907;
- Православно-христианское нравственное учение по сочинениям Иннокентия, архиепископа Херсонского. В 2 т. Могилев, 1907;
- Слово… в день памяти прп. Серафима Саровского. Могилёв, 1906;
- Старо-Харьковская Куряжская обитель и её Георгиевско-Петропавловский храм. (1673—1903). Харьков, 1904;
- Таинства и обряды Православной церкви. Харьков, 1904;
- Речь… пред молебном по случаю выборов представителей могилевской губернии в Государственную думу. Могилев, 1906.